# Bośnia i Hercegowina na Letnich Igrzyskach Olimpijskich 2024
Bośnia i Hercegowina na Letnich Igrzyskach Olimpijskich 2024 – występ kadry sportowców reprezentujących Bośnię i Hercegowinę na igrzyskach olimpijskich, które odbyły się w Paryżu we Francji, w dniach 26 lipca – 11 sierpnia 2024.
Reprezentacja Bośni i Hercegowiny liczyła pięcioro zawodników - trzy kobiety i dwóch mężczyzn, którzy wystąpili w 3 dyscyplinach.
Był to dziewiąty start Bośni i Hercegowiny na letnich igrzyskach olimpijskich.

## Reprezentanci

### Judo
| Zawodnik             | Konkurencja | 1/16             | 1/8              | Ćwierćfinał      | Półfinał         | Repasaże         | Finał / 3. miejsce | Finał / 3. miejsce | Źródła |
| Zawodnik             | Konkurencja | Przeciwnik Wynik | Przeciwnik Wynik | Przeciwnik Wynik | Przeciwnik Wynik | Przeciwnik Wynik | Przeciwnik Wynik   | Pozycja            | Źródła |
| -------------------- | ----------- | ---------------- | ---------------- | ---------------- | ---------------- | ---------------- | ------------------ | ------------------ | ------ |
| Larisa Cerić         | +78 kg (k)  | Andrews W 10-0   | Nunes W 10-0     | Dicko P 0-10     | NQ               | Ha-yun P 0-10    | NQ                 | 7.                 | [ 1 ]  |
| Aleksandra Samardžić | -70 kg (k)  | Olsen W 10-0     | van Dijke P 0-10 | NQ               | NQ               | NQ               | NQ                 | 9.                 | [ 2 ]  |

### Lekkoatletyka
| Zawodnik    | Konkurencja        | Kwalifikacje | Kwalifikacje | Finał | Finał   | Źródło |
| Zawodnik    | Konkurencja        | Wynik        | Miejsce      | Wynik | Miejsce | Źródło |
| ----------- | ------------------ | ------------ | ------------ | ----- | ------- | ------ |
| Mesud Pezer | pchnięcie kulą (m) | 19.03        | 36.          | NQ    | 36.     | [ 3 ]  |

### Pływanie
| Zawodnik    | Konkurencja              | Eliminacje | Eliminacje | Półfinał | Półfinał | Finał | Finał | Źródło |
| Zawodnik    | Konkurencja              | Czas       | Poz.       | Czas     | Poz.     | Czas  | Poz.  | Źródło |
| ----------- | ------------------------ | ---------- | ---------- | -------- | -------- | ----- | ----- | ------ |
| Jovan Lekić | 400 m st. dowolnym (m)   | 3:57,90    | 30.        | NQ       | NQ       | NQ    | 30.   | [ 4 ]  |
| Lana Pudar  | 100 m st. motylkowym (k) | 57,97      | 17.        | NQ       | NQ       | NQ    | 17.   | [ 5 ]  |
| Lana Pudar  | 200 m st. motylkowym (k) | 2:09,32    | 12.        | 2:08,74  | 12.      | NQ    | 12.   | [ 5 ]  |